# Anna Cappelli
Anna Cappelli è un'opera teatrale scritta da Annibale Ruccello. Scritto in forma di monologo destinato a un'interprete femminile, fu presentato nel 1986 al Primo Premio Gennaro Vitiello assieme a un'altra opera del drammaturgo, Mamma: piccole tragedie minimali.

## Trama
Anni '60. Anna Cappelli è una donna poco più che ventenne scialba e ingenua, che si è trasferita a Latina per un modesto impiego nella pubblica amministrazione. Anna si lascia alle spalle genitori oppressivi, che la umiliano e vessano in favore delle sorelle; poiché ha sempre dovuto spartire spazi e possedimenti con la famiglia, inoltre, sogna di avere finalmente qualcosa di pienamente suo: un marito che le dia un futuro roseo e una vita agiata. Non disponendo di molto denaro è tuttavia costretta a vivere nello squallido e maleodorante appartamento della signora Tavernini, che a sua volta la maltratta.
La svolta sembra arrivare quando Anna incontra Tonino Scarpa, un ragioniere insipido ma benestante che inizia a corteggiarla. Dopo sei mesi di frequentazione l'uomo le propone di andare a convivere more uxorio, asserendo che il matrimonio sia un'inutile convenzione borghese; Anna finisce per accettare e si trasferisce nella ricca dimora del suo amato, non senza incontrare le resistenze della signora Tavernini, la quale ritiene sconveniente che una donna e un uomo convivano senza essere sposati. Tonino le imporrà inoltre di lasciare il lavoro e di non avere figli: pur di avere la vita che sognava, Anna accetta le condizioni.
Trascorrono due anni, durante i quali Anna diventa sempre più possessiva e cerca di imporre le proprie scelte nella vita in comune con Tonino: gestisce la casa a suo piacimento e, col pretesto di non sentirsi accettata, spinge l'uomo a licenziare l'anziana cameriera che lo accudiva. A quel punto Tonino le annuncia di voler vendere la casa per trasferirsi altrove senza di lei; a nulla valgono le proteste di Anna: l'uomo le dice che lo scopo della convivenza era proprio non porre vincoli tra loro. Vedendo la sua vita andare in pezzi, Anna compie un gesto estremo: uccide Tonino e ne smembra il corpo, con l'intenzione di mangiarselo.
Nell'ultima scena Anna si rivolge ai resti di Tonino, spiegando che dopo averne mangiato le carni utilizzerà le ossa per fare delle candele e con esse darà fuoco alla casa, suicidandosi. Al momento di scegliere quale parte del corpo divorare per prima, tuttavia, Anna si rende conto di non essere in grado di prendere da sola questa decisione: accorgendosi dell'enormità del misfatto compiuto, la donna non può fare altro che invocare inutilmente il suo amato Tonino con un doloroso "Aiutami!".

## Rappresentazioni
Tra le molte rappresentazioni del dramma si ricordano quella portata in scena nel 1998 da Anna Marchesini nel primo atto del suo spettacolo Parlano da sole, accostato a Un letto tra le lenticchie di Alan Bennett, nel 2013 da Maria Paiato in uno studio diretto da Pierpaolo Sepe , nel 2022 dal regista Renato Chiocca, con Giada Prandi come protagonista, in un allestimento che debutta a Latina, la città in cui è ambientato il monologo, e infine nel 2024 per la regia di Claudio Tolcachir, con l'interpretazione di Valentina Picello.